# トラルフ・ストロムスタット
トラルフ・ストロムスタット（Thoralf Strømstad、1897年1月13日 - 1984年1月10日）はノルウェー、アーケシュフース県BærumのFossum出身の元ノルディック複合、クロスカントリースキー選手。

## プロフィール
1923年にホルメンコーレン・メダルを受章、1924年のシャモニーオリンピックではノルディック複合とクロスカントリースキー50kmでともに銀メダルを獲得した。